# Caesalpinia hispida
Caesalpinia hispida är en ärtväxtart som beskrevs av David Nathaniel Friedrich Dietrich. Caesalpinia hispida ingår i släktet Caesalpinia och familjen ärtväxter. Inga underarter finns listade i Catalogue of Life.